# Kimitene Biyago
Kimitene Biyago (geb. 17. April 1975) ist ein ehemaliger tschadischer Sprinter.
Biyago trat bei den Olympischen Sommerspielen 1996 in Atlanta im Wettbewerb über 400 m an. Er schied in den Vorläufen aus.
Später wurde Biyago zum Technical Coach für die Chad Athletics Federation ernannt.